# Csíkszépvízi örmény katolikus templom
A Csíkszépvízi örmény katolikus templom a falu központjában található. A barokk stílusú  templomot és cintermet erődszerű kőfal övezi.  

## Története
A templom építése szorosan kötődik a 17. század második felében Székelyföldre költöző örményekhez.
Csíkszépvízre a 17. század közepe és a 18. század  első évtizedei közötti időszakban kerültek.
A főoltár mögötti falon lévő felirat szerint, a mai templom helyén egy 1701-ben épült kőtemplom állt, melynek anyagát beépítették a későbbi nagyobb templomba.
A ma látható templomot 1762-ben kezdték építeni, a  Szentháromság Egyesület és a Krisztus kínszenvedéséről nevezett társulat  a Passionis Domini tulajdonából, ugyanakkor  a nép körében is szervezetek gyűjtéseket. 
1768-ban az épülő templomhoz fatornyot csatoltak, melyben két harangot helyeztek el. 
A templom végső formáját 1785-ben nyerte el, abban az évben szentelte fel Szentháromság tiszteletére, gróf Batthyány Ignác püspök. 
A korabeli dokumentumok szerint 1846-ban a templomot megnagyobbították, akkor került sor a hajó déli falához csatlakozó portikusz építésére. 
Az épület  nagyobb javítása 1856-ban történt, kisebb felújításokat 1874-ben, 1887-ben és 1895-ben végeztek.
1925-ben egy nagyméretű restaurálás alkalmával készült el a templom  jelenlegi díszítőfestése és a mennyezet olajjal festett képeit is ugyanakkor készítették. A restaurálás alkalmával adományozták a templom számára a festett üvegablakokat, melyeket a grottaui (Csehország) Richard Schlein készített 1926-ban. 1925-ben a templom kifestésével egy időben a mellékoltárokat kicserélték, a főoltárt pedig átalakították. 
A templom első szószékét 1775-ben készítették,  melyet 1860-ban egy újabb  szószékkel helyettesítettek. A templom mai, neogótikus díszítésű padjai 1895-ben készültek. Orgonája 1911-ből való, a pécsi Angster József és fiai cég munkája.
A templomot 1813-ban kőoszlopokra támaszkodó fakerítéssel vették körül. A megrongálódott kerítés helyébe 1859-ben új kőfalat emeltek a templom és a sírkert köré. A kerítés keleti részéhez csatlakozó Szent Család kápolna 1820-ban épült Száva Antal jóvoltából.

## Leírása
A barokk templom egy téglalap alakú hajóból és egy ugyanolyan szélességű félköríves szentélyből áll. A torony a nyeregtetővel fedett hajó nyugati oldalához csatlakozik. A hajó déli falához egy nagyméretű portikuszt, a szentély és a hajó találkozási pontjánál az  északi oldalon sekrestyét építettek. A hajó, a szentély és a portikusz falát egyszerű,  pilaszterek tagolják, melyek összekötik az alacsony kőlábazatot a többszörösen tagolt koronázópárkánnyal.
A hajó és a szentély déli falán két barokk ovális ablak látható.  A toronytól északra és délre is egy-egy kisméretű nyílás töri meg az oromfalat. A tornyot a hajó elkészülte után csatolták a templomhoz, erre utalnak az északi oldal alsó szintjén lévő  levágott ovális ablakok.
A háromszintes torony nyugati sarkait egy-egy támpillér támasztja meg, közöttük nyílik a szegmensíves bejárat, fölötte félköríves falfülke található. A déli, nyugati és északi oldalon az övpárkány alatt olvasható az „Anno 1793” felirat. 
A bádogból készített barokk hagymasisak alatt ívesen kiugró, hangsúlyos koronázópárkány húzódik.
A templom épülete a barokk falusi templomok mintájára készült, nem rendelkezik különösebb díszítéssel, vagy egyedi formai megoldásokkal.

## A templom belseje
A templomnak két bejárata van, a nyugati bejáratot a torony alsó szintjének szegmensíves, a délit pedig az előcsarnok félköríves ajtaja képezi. A hajót, a szentélyt és az előcsarnokot is fiókos dongaboltozat fedi, mely a hajó és a szentély esetében kiugró falpillérekre támaszkodik. A hajót és a szentélyt félköríves diadalív választja el, melyen „Az én házam az imádság háza” felirat olvasható. A diadalív csúcsán barokkos kartusban ugyanez a szöveg örmény nyelven is megjelenik,  alatta pedig az  „1925 IN ANNO SANCTO IUBILARI” felirat, mely a kifestés évét jelzi. 
A hajó nyugati részében található az orgonakarzat. A boltozatokat akantuszlevelekből álló barokkos díszítőfestés borítja, a fiókokban vallásos szimbólumok   a kereszt, lángoló szív, törvénytáblák jelennek meg.  A hajó boltozatának nyugati falképén egy virágos rétet megjelenítő tájban hárfázó angyal, valamint a háttérben egy templomtorony látható. A hajó másik falképe Raffaello Krisztus színeváltozása című festményének másolata. A szentélyboltozat középső mezejében Agnus Dei-ábrázolás figyelhető meg.

## A templom berendezése
A templom egyetlen eredeti berendezési tárgya a 18. századi főoltár, melyen eredetileg egy Szentháromságot ábrázoló olajkép volt egészen a 20. század elejéig. A jelenlegi oltárkép a köpenyét kettészelő Szent Mártont és a koldust ábrázolja. A főoltár formai megoldásai, kompozíciója alapján a 18. századi második felében készült székelyföldi falusi templomok oltáraihoz hasonlítható.  Magas talapzaton négy  karcsúsodó korinthoszi fejezetes oszlop helyezkedik el, két szélén Szent József és Szűz Mária szobra áll. Az oszlopok lábazata közötti talapzaton Világosító Szent Gergely és  Szent Péter tiroli szobrai láthatók.
A kisméretű oltárkép nem eredeti, az olajfestményen a sziklás táj és viharos égbolt előtt,  fehér lovon ülve a lovagi ruhás Szent Márton látható ahogyan kardjával kettészeli vörös köpenyét.  Az oromzati képen  Világosító Szent Gergely alakját örökítették meg.
A két neobarokk mellékoltár azonos felépítésű: félköríves fülkében az északi mellékoltáron a Lourdes-i Szűz Mária, a délin Jézus Szent Szíve szobrai láthatók.
A szószék kiegyensúlyozott felépítésű, ovális mezőbe helyezve a négy evangélista és Krisztus féldomborműves alakjai láthatók. 
A hajó bejárata fölötti fülkében egy barokk szobor áll, mely Világosító Szent Gergely alakjával azonosítható. 
A déli bejárat mellett egy szenteltvíztartóként használt örmény feliratos faragott kőelem található, mely  egy nagyméretű kőkereszt része lehetett. A faragvány alján az alábbi felirat olvasható: 
„A keresztre feszített Jézus Krisztus dicsőségére! Dicséret, dicsőség az Atyának és Fiúnak és Szentléleknek! 1698”
Ez a felirat valószínűleg  a templom legrégebbi emléke.